# Socorrói gerle
A socorrói gerle (Zenaida graysoni) a madarak osztályának galambalakúak (Columbiformes) rendjébe és a galambfélék (Columbidae) családjába tartozó faj.

## Előfordulása
A faj kizárólag a Mexikó csendes-óceáni partvidéke mellett található Revillagigedo-szigetek legnagyobb tagján Socorro szigetén élt.
Elsősorban erdőlakó faj, de előfordult szárazabb vidékeken is.

## Megjelenése
Testhossza 20-25 centiméter. Tollazata vörösesbarna vagy fahéjbarna. Csőre rövid és karcsú. Színe piros, de a hegye fekete.

## Életmódja
Párban vagy csapatosan a talajon keresgéli magvakból, gyümölcsből, rovarokból és hernyókból álló táplálékukat.

## Szaporodása
Fákra, bokrokra vagy sziklákra készíti fészkét. Költésenként két tojást rak.

## Természetvédelmi helyzete
Miután a szigeten egy katonai bázist létesítettek, a faj állományai az 1960-as évektől kezdve drasztikusan lecsökkentek. A megritkulás fő okai a meghonosodott macskák és a fajra irányuló erőteljes vadászat voltak. Vadon utoljára 1972-ben látták, azóta a Természetvédelmi Világszövetség Vörös Listáján a „vadon kihalt” kategóriába sorolja.

## Fogságban tartott állománya
Fogságban egy nagyjából 100 egyedből álló állománya van, melyek zöme Németországban és az Egyesült Államokban él. Összehangolt tenyésztéssel próbálják meg megmenteni a fajt a teljes kipusztulástól. Európában az Európai Állatkertek és Akváriumok Szövetsége felügyelete alá tartozó Európai Veszélyeztetett Fajok Programja (EEP) keretében tenyésztik a faj egyedeit.
A legnagyobb probléma, hogy kiszűrjék a tenyészetekből a sirató gerlével (Zenaida macroura) alkotott hibrid egyedeket. A két faj probléma nélkül kereszteződik egymással (a fajt korábban csak a sirató gerle Socorro szigeti alfajának tartották).
Amennyiben elegendő madár áll rendelkezésre, és Socorro szigetén sikerül kellően alacsony számra csökkenteni az elvadult macskapopulációt, lehetségesnek tűnik a visszatelepítés is. Egyelőre azonban a cél az, hogy egy kellő nagyságú, hibridektől mentes populációt sikerüljön felnevelni különböző állatkertekben és madárparkokban.

## Fordítás
- Ez a szócikk részben vagy egészben a Socorrotaube című német Wikipédia-szócikk ezen változatának fordításán alapul.  Az eredeti cikk szerkesztőit annak laptörténete sorolja fel. Ez a jelzés csupán a megfogalmazás eredetét és a szerzői jogokat jelzi, nem szolgál a cikkben szereplő információk forrásmegjelöléseként.